# Гелена Калліаніотес
Гелена Калліаніотес (англ. Helena Kallianiotes; 24 березня 1938) — американська акторка і танцюристка.

## Життєпис
Гелена Калліаніотес народилася 24 березня 1938 року у Греції. У 10 років вона приїхала в Америку і жила у Бостоні, штат Массачусетс. У 16 років почала виконувати танець живота в нічних клубах Бостона. У 1958 році покинула Бостон і працювала танцюристкою по всій території США.
У кіно вперше з'явилася в ролі танцюристки живота у фільмі «Голова» (1968) режисера Боба Рафельсона, в головній ролі гурт The Monkees. Пізніше знялася у фільмі Рафельсона «П'ять легких п'єс», з Джеком Ніколсоном і Карен Блек. У 1972 році з'явилася в ролі фігуристки Джекі Бардетт у фільмі «Сенсація Канзас-сіті» і отримала номінацію на премію Золотий глобус, як найкраща акторка другого плану.

## Фільмографія
| Рік  |   | Українська назва                 | Оригінальна назва         | Роль               |
| ---- | - | -------------------------------- | ------------------------- | ------------------ |
| 1968 | ф | Голова                           | Head                      | танцюристка живота |
| 1969 | ф | Безтурботний їздець              | Easy Rider                | жінка в комуні     |
| 1970 | ф | П'ять легких п'єс                | Five Easy Pieces          | Палм Аподака       |
| 1970 | ф | Виробниця дітей                  | The Baby Maker            | Ванда              |
| 1972 | ф | Сенсація Канзас-сіті             | Kansas City Bomber        | Джекі Бардетт      |
| 1974 | ф | Шенкс                            | Shanks                    | Мата Харі          |
| 1975 | ф | Басейн потопельників             | The Drowning Pool         | Елейн Рейвіс       |
| 1976 | ф | Залишайся голодним               | Stay Hungry               | Аніта              |
| 1976 | ф | Змова у Великдень                | The Passover Plot         | мрійниця           |
| 1979 | с | Каліфорнійський дорожній патруль | CHiPs                     | Літа               |
| 1983 | ф | Еврика                           | Eureka                    | Фріда              |
| 1984 | с | Театр чарівних історій           | Faerie Tale Theatre       | Джина              |
| 1985 | с | Альфред Хічкок представляє       | Alfred Hitchcock Presents | Марія Кіпріанов    |
| 1990 | ф | Відступник                       | Catchfire                 | Грейс Карелл       |